# Cychrus angustatus
Cychrus angustatus es una especie de escarabajo del género Cychrus, categorizada en la tribu Cychrini, de la subfamilia Carabinae.

## Distribución
Se distribuye por Europa: Francia, Alemania, Suiza, Austria, Italia, Eslovenia, Croacia, y Bosnia y Herzegovina.

## Taxonomía
Fue descrita por Hoppe & Hornschuch en 1825.
Tratamiento taxonómico
La especie aparece registrada y publicada en Insecta coleoptrata, quae in itineribus suis praesertim Alpinis, colligerunt D.H.HOPPE et F.HORNSCHUCH, cum notis et descriptionibus J.STURM et J.HAGENBACH. Nova Acta Physico-Medica Academiae Caesareae Leopoldino-Carolinae Naturae Curiosorum, 12 (2): 477-490. (Bonn). (1825).